# Charles Ambroise Thiry
Charles Ambroise, 2e baron Thiry né à Nancy le 9 décembre 1791 et mort dans la même ville le 31 mai 1868, est un général français du XIXe siècle. Il fut l'un des protagonistes du siège de Rome en 1849, où il commande l'artillerie française, et il en fit paraitre un journal rédigé avec le général Jean-Baptiste Philibert Vaillant.

## Biographie

### Famille
Il est le petit-fils de Claude Ambroise Régnier, 1er duc de Massa. Son père est le baron François Mansuy Thiry (1765-1854). Son frère est François Augustin, 3e baron Thiry, général de division et sénateur. En 1820, il épouse Mlle Caroline Froment (1798-1834), dont il a une fille, Caroline Thiry (1820-1901) qui épouse Charles Bastien (1816-1878), arrière grand-père de Jean-Marie Bastien-Thiry.

### Carrière
De 1808 à 1810, il est élève de l'École spéciale militaire de Saint-Cyr puis devient capitaine en 1813.
En 1832, il est chef d'escadron, passe lieutenant-colonel du 2e régiment d'artillerie en 1840, et le 3 avril 1845, il est colonel du 2e Régiment d'artillerie.
Le 10 juillet 1848, il est promu général de brigade et commande en 1849 l'artillerie de l'Expédition de Rome.
Le 22 décembre 1851, il est promu général de division.
En 1856, il est versé dans la réserve.
Durant la Restauration, il est inspecteur de la raffinerie de salpêtre de Nancy.

## Décoration
- Grand officier de la Légion d'honneur (18 juin 1856)

## Publication
- Généraux Thiry et Vaillant : Siège de Rome en 1849 par l'armée française, journal des opérations de l'artillerie et du génie. Imprimerie Nationale, Paris 1851, monographie + cartes, In-4, 221 pages.

## Sources
- Gustave Vapereau : Dictionnaire Universel des contemporains (4e édition. Hachette, Paris 1870, Bibliothèque Nationale de France (catalogue général), notice bibliographique, notice n° : FRBNF34005439, page 1747 du dictionnaire.
- Delphine Étienne, Alain Guéna, lieutenant Benoit Lagarde : Officiers généraux de l'Armée de Terre et des services (Ancien régime-2010), sous série GR YD, répertoire alphabétique. Service Historique de la Défense, Armée de Terre, Château de Vincennes 2011 ; Thiry Charles Ambroise 1791-1868 GDI, cote 7 YD 1263.
- Ministère de la culture, Base Léonore, cote LH/2595/22.